# Dendrobium aethalodes
Dendrobium aethalodes är en orkidéart som beskrevs av Paul Ormerod. Dendrobium aethalodes ingår i släktet Dendrobium, och familjen orkidéer. Inga underarter finns listade i Catalogue of Life.